# Casa del Vicario
La Casa del Vicario è un edificio storico del XV-XIX secolo del comune di Avio in provincia di Trento. Si trova nella contrada di Vigo, l'antica sede della comunità locale, lungo il percorso che collega il Castello di Sabbionara alla chiesa pievana della Madonna Immacolata. Il castello era sede del potere feudale; la Casa del Vicario era fulcro dell'amministrazione rurale e giudiziaria; e infine la Pieve era centro del governo spirituale.
L'aspetto dell'edificio è frutto di diversi interventi che si sono susseguiti nel corso del tempo. È costituito da due distinti corpi di fabbrica. La cosiddetta Casa delle Decime è il nucleo originario, individuato nel caseggiato affacciato verso valle.
Il Vicario ricopriva il ruolo di giudice civile, venendo eletto ogni anno a presiedere il Consiglio Comunale con diritto di voto. La giustizia civile e criminale veniva esercitata nella Casa del Vicario, che menziona esplicitamente gli Statuti di Avio.
Nella Casa del Vicario sono conservati diversi reperti archeologici della zona. In particolare, i relitti militari romani che segnavano il percorso degli antichi viaggiatori e due iscrizioni funerarie risalenti alla prima metà del I secolo. I reperti testimoniano l'antica origine di Avio. Ci sono rare prove di un insediamento di epoca romana e del passaggio della via Claudia Augusta Padana, uno dei percorsi più importanti che collegava il cuore dell'Impero Romano e il dominio del Nord Europa.

## Storia
La casa del Vicario era originariamente situata in uno dei palazzi della Contrada di Vigo, affacciata sul tratto che collegava il Сastello alla Pieve. Il punto di riferimento comunale si trovava quindi tra il caposaldo religioso e feudale in un luogo che era stato visitato per molto tempo, a giudicare dalle sepolture altomedievali che vi furono scoperte all'inizio del Novecento. L'edificio era costituito da due parti distinte: la Casa delle Decime e la sede vicariale, che è la Casa del Vicario, venne costruita solo a partire dal Duecento e successivamente più volte ampliata. Nel tempo, questa struttura ha subito diversi ampliamenti, è stata aperta una "Loggia di Giustizia".
L'ufficio vicario di Avio ha origini antiche. Non ci sono informazioni certe sulla data di costruzione della casa, ma secondo alcuni storici il primo edificio in pietra è stato costruito nel Duecento, probabilmente confermato anche dal fatto che nel 1203, Briano Castelbarco, usava il magazzino di questo edificio per custodire ciò che possedeva nel territorio.

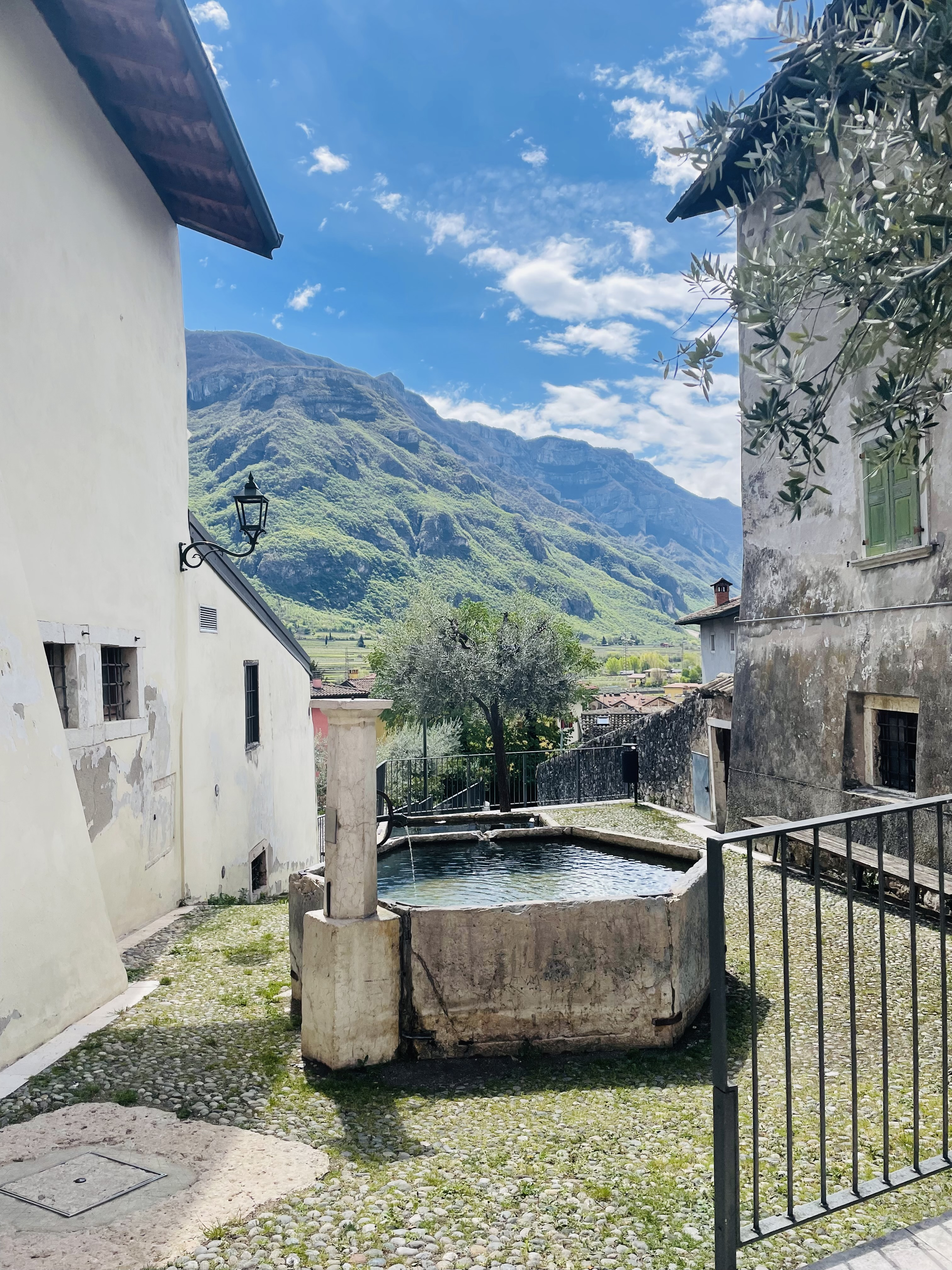
Fontana pubblica Avio

Si ipotizza che l'edificio fosse costituito da un corpo principale e da annessi servizi. Lo spazio a valle poteva essere utilizzato per il lavoro. La facciata a Monte, che si affaccia su un crocevia probabilmente trafficato, ospitava una decorazione che mostrava l'importanza dell'edificio. Sfortunatamente, solo alcuni colori e tracce di decorazioni possono essere riconosciuti nei pochi frammenti sopravvissuti dell'affresco. L'area era probabilmente il fulcro centrale della vita sociale e forse vi si svolgevano le pubbliche assemblee dell'amministrazione rurale durante il Medioevo.
Nel 1411 il territorio di Avio originariamente ceduto alla famiglia Castelbarco, passò per testamento ai veneziani. Dopo l'annessione della Repubblica di Venezia, l'edificio ha subito alcune modifiche strutturali. Si eresse una semplice loggia aperta riccamente decorata sulla parete interna con i simboli civili e religiosi della Comunità e del governo Veneziani, nascosti dopo il passaggio nel 1509 al dominio imperiale. La Loggia fu chiusa e dotata di un elegante serie di volte a crociera, di cui oggi rimangono alcuni gradini in pietra. Una finestra illuminava la sala.
Tra il VI e il VII secolo, le modifiche del corpo di fabbrica, furono diversi, come ad esempio l'innalzamento di un piano, il rifacimento parziale del solaio e la costruzione di una scala esterna che collegava i due piani. Anche il locale al pianoterra subì delle modifiche, infatti fu diviso in due ambienti e, nel più ampio dei due, venne collocata una stufa per riscaldare. La porzione a valle, invece, fu ampliata con un'ala est di prolungamento. Negli anni successivi, la facciata assunse un aspetto più elegante e queste modifiche si possono trovare nella mappa grafica di Bartolomeo Turrini del 1775. Attorno, le case si erano ormai moltiplicate, e nel 1745 sulla piazza era stata costruita una Fontana pubblica.

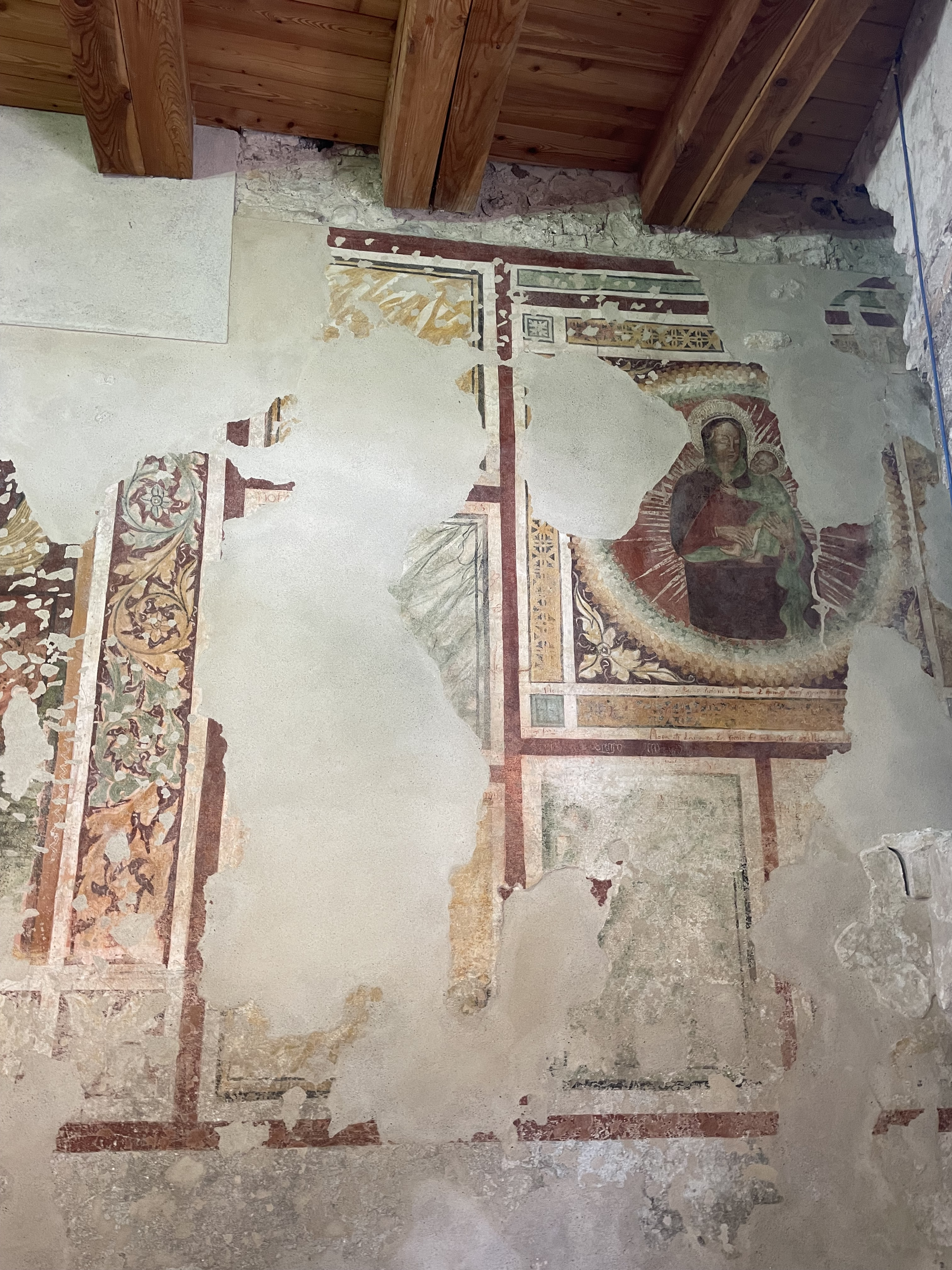
Affresco Madonna con un Bambino

Nel 1807 il municipio venne trasferito presso casa Duchi e la Casa del Vicario perse importanza, per rimanendo l'archivio comunale. Infatti, la Casa del Vicario, è stata usata come macello pubblico, come testimonia un documento del 1824 che descrive l'articolazione degli spazi interni in questo periodo.
Negli anni seguenti, ci fu anche la demolizione dell'ultima volta superstite e l'apertura di una nuova finestra che permettesse l'ingresso della luce. Venne anche sostituita la porta d'ingresso e venne rimosso lo stemma comunale. Nel 1899 il caseggiato venne acquistato dal Comune; durante la Prima guerra mondiale lo stabile venne militarizzato e nel 1937 fu venduto a privati che lo trasformarono in abitazione. Ognuno di questi passaggi, elencati in precedenza, furono causa di peggioramenti del casale.
Su un muro fatiscente, nella sala al piano terra ci sono vari dipinti, tra cui nell'angolo verso la parete a sera, in alto, una Madonna con un Bambino in contorno con una cornice dipinta su cui sono state dipinte in lapis rosso delle parole e delle date del 1400. Furono scoperti solo nel 1900, poiché prima di allora questi affreschi erano nascosti sotto vari strati di intonaco.
Ritornata di proprietà comunale alla fine del Novecento, La Casa del Vicario è stata finalmente recuperata da una ristrutturazione complessiva terminata nel 2010.

## Descrizione

### = Casa delle Decime
Epoca: XIII-XIX secolo.
Secondo la data della prima pergamena scritta dal Vicario, la sede della casa comunale esiste dal 1463, e fu usata anche per la speculazione, precisamente dal periodo in cui Briano Castelbarco possedeva ad Avio un magazzino per custodire le decime riscosse sul territorio - fin dall´inizio del XIII secolo. Il fabbricato è ubicato a valle (p.ed 372). L'edificio ha una forma allungata e un'altezza ridotta ed è caratterizzato da una rigorosa simmetria della facciata; il tutto sormontato da un ordine di piccole finestre quadrate che danno luce al sottotetto. L'edificio si affaccia sulla cosiddetta "Era del Comune" e su un grande cortile recintato e murato e, a ovest, sulla Casa del Vicario. Nel 1902, durante i lavori di ristrutturazione del marciapiede del cortile di fronte all'edificio, furono scoperte sepolture appartenenti a una necropoli del VII-VIII secolo.

### Interno

#### Affresco il Leone di San Marco

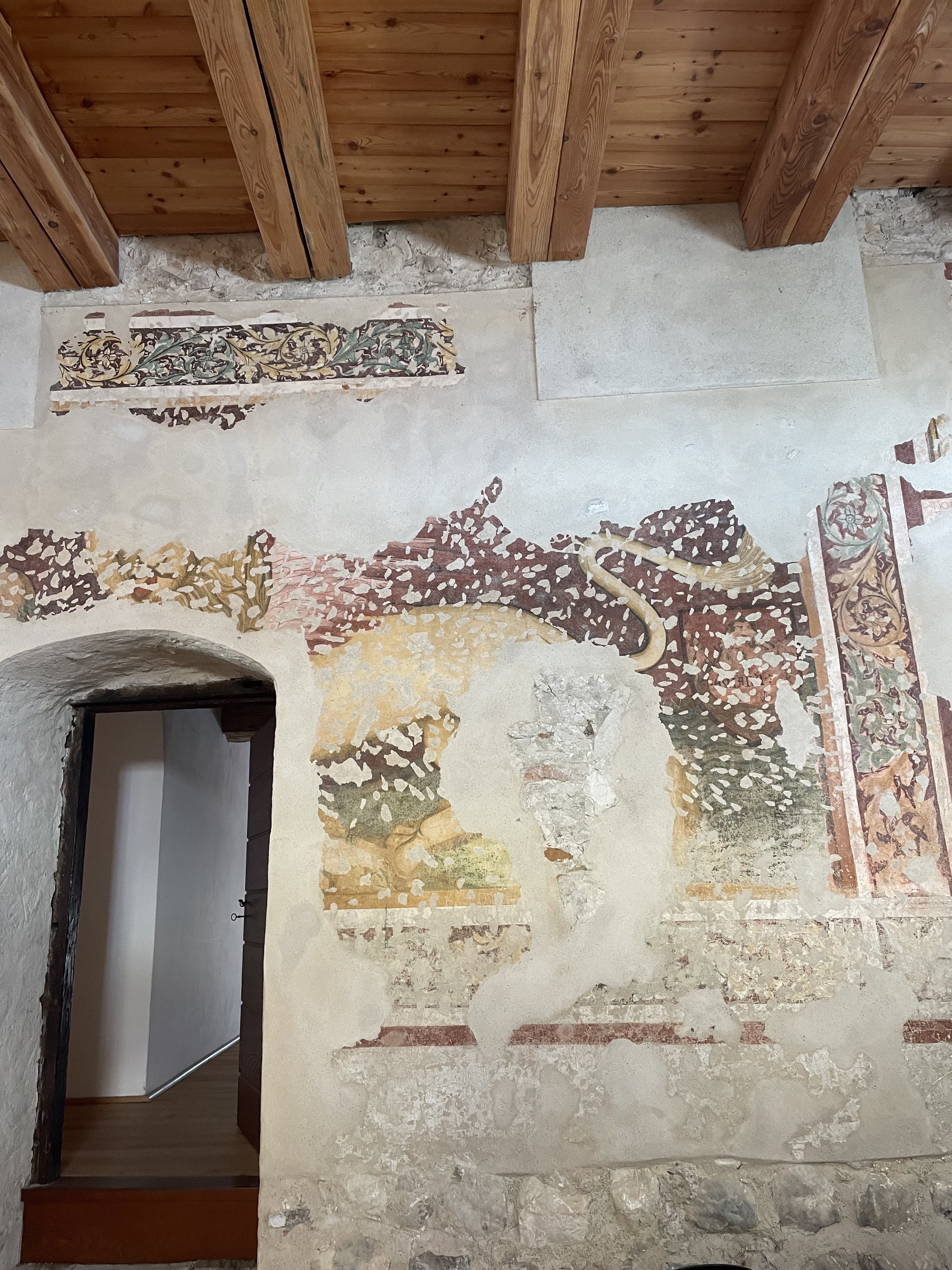
Affresco il Leone di San Marco

L'affresco risale all'epoca veneziana, ed è ancora conservato a Vallagarina.
Datazione: XV secolo, prima metà, 1411.
Autore: anonimo frescante locale.
Dimensioni: affresco 200 х 150 cm.
Il primo restauro è stato diretto dal soprintendente Giuseppe Gerola e attuato dal professor Antonio Mayer nell'autunno del 1920. A causa dell'apertura della porta, l'affresco è danneggiato nell'angolo in basso a sinistra del riquadro. La tradizionale sagoma del Leone "andante" di San Marco, inserito su uno sfondo rosso, è rivolta verso la destra araldica. La schiena della fiera è molto arcuata e la coda disegna in alto una ampia "S". Anche una parte della zampa posteriore destra e delle ali è abbastanza riconoscibile, oltre a quella che forse era l'aureola che circondava la testa dell'animale. Si possono considerare anche due stemmi araldici: nella parte anteriore è forse lo scudetto di Casa d´Austria e nella parte posteriore viene raffigurata la comunità di Avio (la scritta "aviana" e una montagna). Il pannello ha un doppio bordo giallo e bianco, sotto di esso c'era un ampio fregio con un motivo fitomorfo.